# Драган Мићаловић
Драган Мићаловић (Лесковац, 16. април 1950 — Београд, 5. јун 2017) био је српски позоришни, телевизијски и филмски глумац.

## Биографија
Био је ожењен, отац је српских глумица Слободе Мићаловић и Драгане Мићаловић. Поред Слободе и Драгане, има још једну ћерку − Мирјану. Има и четири унуке. Иза себе је имао велики број успешно одиграних позоришних улога за које је био награђиван. Радио је као стални члан ансамбла Народног позоришта у Лесковцу. У слободно време бавио се риболовом.
Преминуо је 5. јуна 2017. године изненада у 67. години живота. Сахрањен је на гробљу Лешће у Београду.

## Филмографија
| Год.       | Назив                                  | Улога                                |
| ---------- | -------------------------------------- | ------------------------------------ |
| 1978.      | Двобој за јужну пругу (филм)           |                                      |
| 1994-1996. | Срећни људи (ТВ серија)                | Куца / Полицајац                     |
| 2004.      | М(ј)ешовити брак (ТВ серија)           | рецепционер                          |
| 2008.      | Мој рођак са села (ТВ серија)          | апотекар                             |
| 2011.      | Село гори, а баба се чешља (ТВ серија) | портир                               |
| 2008-2009. | Сељаци (ТВ серија)                     | Влајко                               |
| 2006-2012. | Бела лађа (ТВ серија)                  | Средоје                              |
| 2013.      | Звездара (ТВ серија)                   |                                      |
| 2016-2017. | Синђелићи (ТВ серија)                  | инспектор Рајко Тркуља, Касијин отац |
| 2017.      | Војна академија (ТВ серија)            | председник жирија                    |